# E29号線
E29号線 (E29ごうせん、英: European route E29) は欧州自動車道路のAクラス幹線道路。
ヨーロッパを南北に走っている。ドイツのケルンからルクセンブルクを通過し再びドイツに戻り、フランスのサルグミーヌまで延びている。
まずE31号線、E35号線、E37号線、そしてE40号線と接続しているケルンから南下し、ルクセンブルク国境を越えて、E25号線、E44号線、そしてE125号線と接続するルクセンブルク市へと向かう。
それから再びドイツに入り、ザールラント州を通り、E50号線およびE422号線と接続するザールブリュッケンに至る。
そして、フランス国境を越えて最後には、サルグミーヌに至る。　この全長は323kmである。

## 経路

### 経過する主要都市
- ドイツ
  - ケルン - ヴァイラースヴィスト - オイスキルヒェン - プリュム - ビットブルク
- ルクセンブルク
  - エヒタナハ - ルクセンブルク市
- ドイツ
  - ヴァトガッセン - ザールブリュッケン
- フランス
  - サルグミーヌ